# Зворыкин, Иван Алексеевич
Ива́н Алексе́евич Зворы́кин (3 [15] октября 1892 или 1892, Муром, Владимирская губерния — 3 октября 1959 или 1959, Афины) — русский почвовед, агроном и лесовод; доктор наук (1930).
Двоюродный брат изобретателя В. К. Зворыкина, племянник инженера К. А. Зворыкина (1861—1928) и метеоролога Н. А. Зворыкина (1854—1884).

## Биография
Родился 3 октября 1892 года в Муроме в купеческой семье.
В 1911 году окончил Муромское реальное училище, а в 1918 году — сельскохозяйственное отделение Московского сельскохозяйственного института (МСХИ), получив звание агронома первого разряда, после чего начал работу в Саратове.
В 1920 году вместе с семьёй был эвакуирован в Константинополь. Состоял членом Русской академической группы. Позднее переехал в Брно. Был сотрудником Моравской почвенной станции. В 1930 году присвоено научное звание доктора наук.
После 1935 года жил и работал в Афинах, был одним из руководителей Института химии и земледелия, преподавал в русской гимназии. Состоял действительным членом Союза русских эмигрантов.
Скончался 3 октября 1959 года в Афинах. Похоронен на кладбище имени королевы эллинов Ольги Константиновны в Пирее.

## Семья
- Отец — Алексей Алексеевич Зворыкин (1852, Муром — 1920, Муром), купец первой гильдии, увлекался скакунами, регулярно присутствовал на московском ипподроме. Братья отца: Константин (1861—1928) и Николай (1854—1884).
- Мать — Елизавета Ивановна Зворыкина (в девичестве Швабрина; 1870, село Баланово, Николаевский уезд — ?, Муром)
- Первая жена — Ольга Игоревна Лебедева, пианистка;
- Вторая жена — Александра Тимофеевна (1897, Муром — 7 июля 1957, Афины).